# Praetor maximus
Praetor maximus ist in Teilen der historischen Forschung die angenommene Bezeichnung für das frührepublikanische römische Oberamt. Ein Teil der Forschung ist der Auffassung, dass nach der Vertreibung der römischen Könige zunächst ein nur mit einer Person besetztes Oberamt existierte. Im Gegensatz hierzu vertritt vor allem die angelsächsische Forschung (z. B. T. Corey Brennan) im Anschluss an die literarische Tradition der römischen Geschichtsschreibung die Meinung, dass von Anbeginn der Republik zwei Konsuln als oberste Staatsbeamte in Rom dienten.

## Forschungsgeschichte
Die frühe althistorische Forschung ging von einem kollegialen, mit zwei Personen besetzten römischen Oberamt aus, das seit der Vertreibung der römischen Könige die obersten staatlichen Leitungsfunktionen innegehabt habe. Insbesondere nahm die Forschung an, dass die Konsuln von Anfang an das vollständige imperium, wie es aus späteren Zeiten bekannt war, ausübten. Unter anderem wurde diese Auffassung von Theodor Mommsen vertreten. Alfred Heuß stellte im Jahr 1944 die These auf, dass das Oberamt der frühen Republik hauptsächlich militärische, aber keine zivilen Leitungsfunktionen aufwies.
In jüngster Zeit hat Werner Tietz die Auffassung vertreten, dass die genannte Passage bei Livius keinerlei Rückschlüsse auf die Frage nach der Ausgestaltung des frührepublikanischen Oberamts zulasse, da der Terminus praetor maximus keine Amtsbezeichnung sei, sondern eine ungenaue Formulierung, die sowohl die „konkrete Person als auch deren Stellung im Staat bewusst offenlässt.“